# Charles Edouard Duboc
Charles Edouard Duboc, född 17 december 1822, död 15 april 1910, var en tysk författare.
Duboc skrev en mängd på sin tid mycket lästa romaner och noveller. Han var synnerligen berest och beläst i flera länders litteratur. Främst skrev Duboc etnografiska romaner och pastischer, såsom Don Adone (1833) i den spanska skälmromanens stil. Han var även en talangfull lyrisk översättare och tolkade bland annat Alfred Tennysons Enoch Arden (1867).